# Depressió tropical set (2002)
La Depressió tropical set va ser una depressió tropical dèbil i breu que es convertí en la setena de la temporada d'huracans a l'Atlàntic del 2002 que romangué en aigües obertes durant tota la seva existència.